# Rhombodera crassa
Rhombodera crassa es una especie de mantis de la familia Mantidae.

## Distribución geográfica
Se encuentra en la India.